# Trémouille
Trémouille é uma comuna francesa na região administrativa de Auvérnia-Ródano-Alpes, no departamento de Cantal. Estende-se por uma área de 29,63 km². Em 2010 a comuna tinha 181 habitantes (densidade: 6,1 hab./km²).